# Imhotep (roi)
Pour les articles homonymes, voir Imhotep (homonymie).
 Imhotep est un souverain égyptien présumé de la VIIIe dynastie qui a vécu aux alentours des XXIIIe / XXIIe siècles avant l'ère commune.

## Attestations
Imhotep est mentionné dans une inscription du Ouadi Hammamat (no 206) qui décrit que le roi y aurait envoyé une expédition de 2 500 personnes, dirigée sous son règne par le fils aîné du roi et général Djaty appelé Kanéfer, :

« Mission accomplie par le fils aîné du roi, le trésorier du dieu, le général Djaty appelé Kanéfer, qui s'inquiète pour ses subordonnés au jour du combat et qui voit venir le jour de l'attaque par ses conseils. J'étais plus distingué qu'une multitude d'hommes car j'avais accompli les travaux d'Imhotep avec mille hommes de la Grande Demeure, mille tailleurs de pierre, mille-deux-cents marins et cinquante spécialistes (?) de la Résidence. C'est depuis la Résidence que Sa Majesté a fait venir une troupe nombreuse. J'ai accomppli ce travail en échange de provisions d'orge et toutes sortes de tissus en lin, alors que Sa Majesté me donna cinquante taureaux et deux-cents chèvres chaque jour. »

— L'inspecteur du palais Antef et le scribe du bateau de Min, Méréri.
Imhotep est peut-être aussi mentionné dans une autre inscription du Ouadi Hammamat (no 188) en tant que fils royal ; la phraséologie royale similaire et la mention de spécialistes (?), attestée nulle part ailleurs au Ouadi Hammamat, pousse Yannis Gourdon à identifier ce fils royal Imhotep au roi homonyme :

« Le directeur du Sud Ikhi ; il dit : C'est grâce à moi que ces travaux advinrent [... pour (?)] le prince héréditaire et fils aîné du roi Imhotep [...] avec vingt spécialistes (?), cinq trésoriers [...], dix tailleurs de pierre, deux-cents [+ X ?] marins, [...] carriers, [... ?]. »

## Chronologie
La phraséologie royale employée dans les inscriptions 188 et 206 du Ouadi Hammamat, plus proche de celle employée pendant la VIe dynastie que ne l'est la phraséologie royale des inscriptions associées au roi Ity, permet à Yannis Gourdon de supposer qu'Imhotep régna avant Ity.